# Blohm & Voss BV 141
Blohm und Voss BV 141 е прототип на немски разузнавателен самолет, разработен от фирма Blohm + Voss. Бил е с асиметрична структура на корпуса.

## Разработка
През 1937 г. Имперското министерството на въздухоплаването обявява поръчка за нов разузнавателен самолет. Основното изискване е осигуряване на добър обзор от кабината. В конкурса вземат участие фирмите Arado, Focke-Wulf и Blohm + Voss. Arado представя проекта Arado Ar 198, а Focke-Wulf предлага проект на двумоторния разузнавателен самолет Fw 189. В началото е избран проектът Arado Ar 198, но след построяване на опитен образец, се оказва, че летателните му показатели са доста под очакваното. От останалите два проекта е избран Fw 189, въпреки факта, че той е бил двумоторен (според условията на конкурса апаратът е трябвало да бъде с един двигател). Фирмата Blohm + Voss не е била поканена за участие в конкурса, но все пак разработва със свои средства по-оригинален вариант на самолета – BV 141 (конструктор Ричард Фогт) с асиметрично разположена кабина и отсечено хоризонтално оперение, подобряващи обзора.
Консервативните рационалисти от Имперското министерството на въздухоплаването били потресени от вида на този проект. Въпреки това, благодарение на личната подкрепа на Ернст Удет, началник на техническата служба към министерството, са създадени три опитни образеца и производствена серия от пет машини BV 141A със звездообразни двигатели BMW 132.
Изработената от плексиглас гондола за екипажа, напомняща тази, на Focke-Wulf Fw 189, се е намирала отдясно, а вляво е бил цилиндричният фюзелаж, в който е бил монтиран двигател Bramo 323. Фюзелажът е завършвал с опашно оперение, което при първите прототипи е било симетрично. При по-късните образци опашното оперение е изместено вляво, за да се гарантира по-голям обзор.
Въпреки че асиметричната конструкция предполагала
опасен дисбаланс на самолета, полетните изпитания показали отлична стабилност и маневреност на машината. Освен това, увеличаването на теглото на дясната страна на самолета, компенсирало реактивния момент на двигателя.
През 1945 г. настъпващите войски на съюзниците откриват няколко разбити BV 141. Един от тях е пленен от британците и изпратен във Великобритания. Нито един екземпляр от този необичаен самолет не е оцелял до наши дни.

## Изпитания
Още първите изпитания на прототипите и машините от нулевата серия на BV 141А-0 показват, че мощността от 1000 к. с. на  двигателя Bramo 323 не е достатъчна. Към момента на появата на модифицирания BV 141B-0 с двигател  BMW 801 с мощност 1560 к. с., производството на конкурентния Fw 189 вече е вървяло на пълни обороти.
Пилотите-изпитатели били във възторг от летателните качества на Blohm & Voss 141, но при кацането на самолета всички те не пестели ругатните си. Повредите в хидравликата на шасито започнали още от първия опитен образец, а увеличаващата се маса на следващите апарати от серията, само усложнила този проблем. Един от прототипите дори е принуден да кацне аварийно по корем.
Проектът предизвика смесени реакции от страна на Министерството, но и не оказва съществено влияние върху решението за производството на Focke-Wulf Fw 189. Дефицитът на двигателите BMW 801, използвани и за производството на изтребителите Focke-Wulf Fw 190, най-накрая слага кръст на плановете за начало на производството на самолета.

## Характеристики (BV 141B)

### Общи характеристики
- Екипаж: 3 (пилот, наблюдател, стрелец)
- Дължина: 14 m
- Размах на крилете: 14 m
- Височина: 3.6 m
- Площ на крилете: 53 m²
- Тегло празен: 4700 кг
- Tегло пълен: 5700 kg
- Двигател: 1×BMW 801, 1160 kW (1560 к. с.)

### Експлоатационни характеристики
- Максимална скорост: 438 км/ч на височина от 3500 m
- Обхват на действие: 1200 km
- Практически таван: 10 000 m
- Скороподемност: 9,5 m/s
- Специфично натоварване на крилото: 60,2 kg/m²
- Съотношение мощност/тегло: 448 W/kg

### Въоръжение
- 2 картечници MG 15
- 2 картечници MG 17